# Friedhof von Noratus

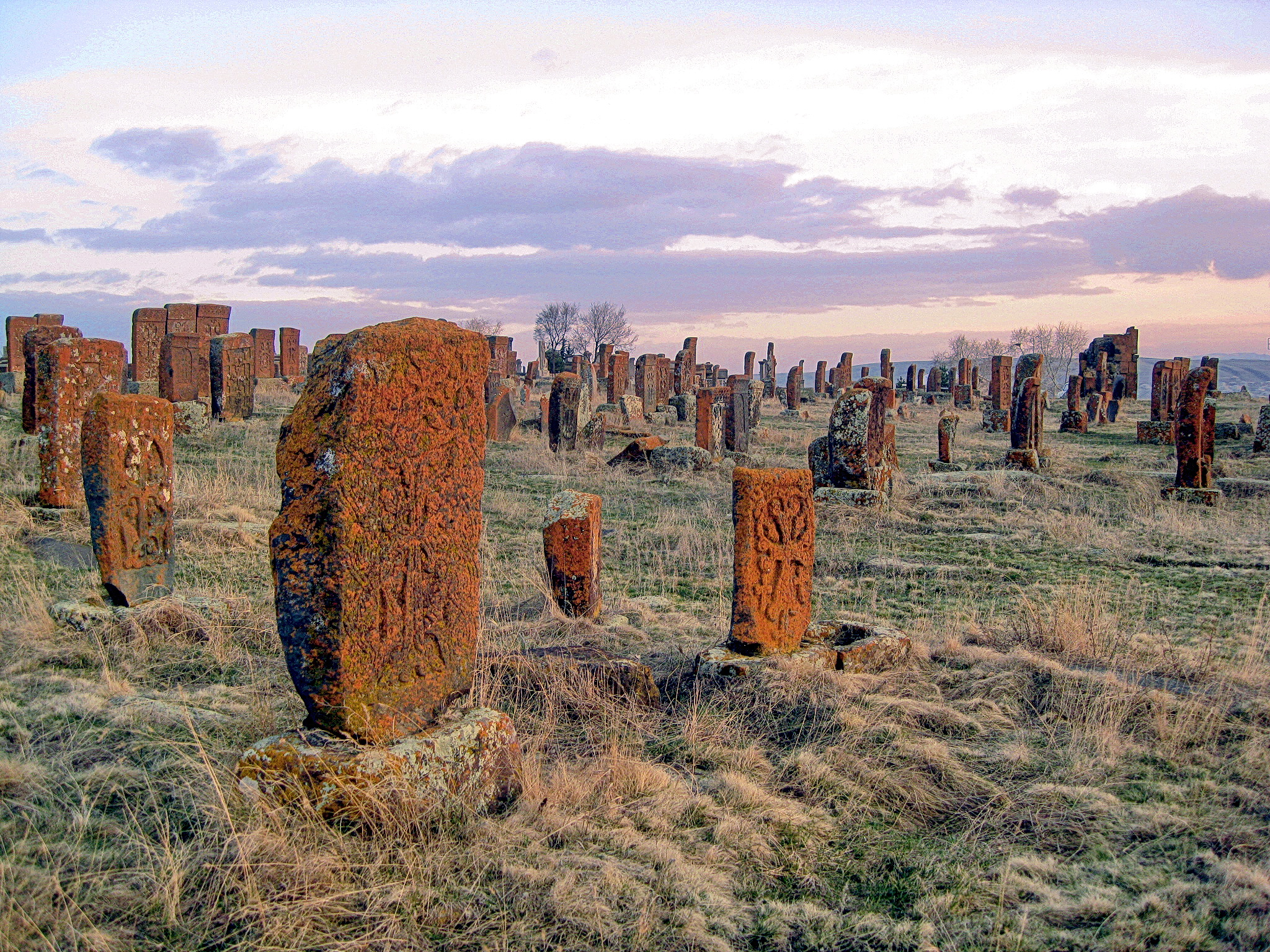
Der Friedhof von Noratus

Der Friedhof von Noratus (armenisch Նորատուսի գերեզմանատուն, Noratusi geresmanatun), westarmenisch Noradus, ist ein mittelalterliches Gräberfeld nahe dem Dorf Noratus in der ostarmenischen Provinz Gegharkunik. Mit seinen rund 900 Chatschkaren beherbergt er seit der Zerstörung des Friedhofes Culfa in Nachitschewan (einer autonomen Republik in Aserbaidschan) das weltweit größte Chatschkarenfeld.

## Lage und Ausdehnung
Der sieben Hektar große Friedhof von Noratus liegt am südöstlichen Dorfrand etwa vier Kilometer westlich des Sewansees, dem größten Süßwassersee Armeniens, und etwa fünf Kilometer nordöstlich der Provinzhauptstadt Gawar. Die armenische Hauptstadt Jerewan befindet sich 90 Kilometer südlich.

## Geschichte

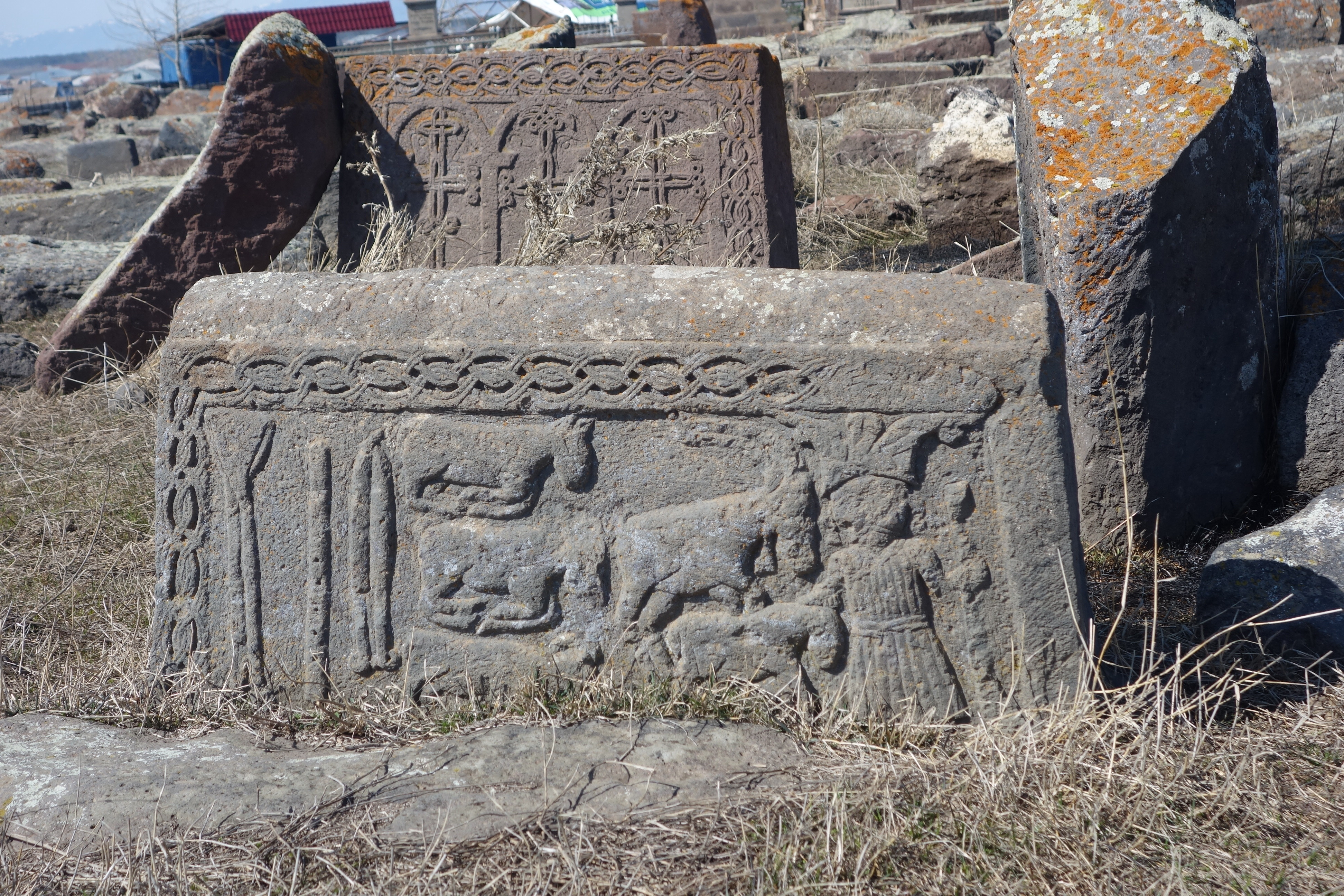
Darstellungen von Mensch und Tier auf einem Grabstein

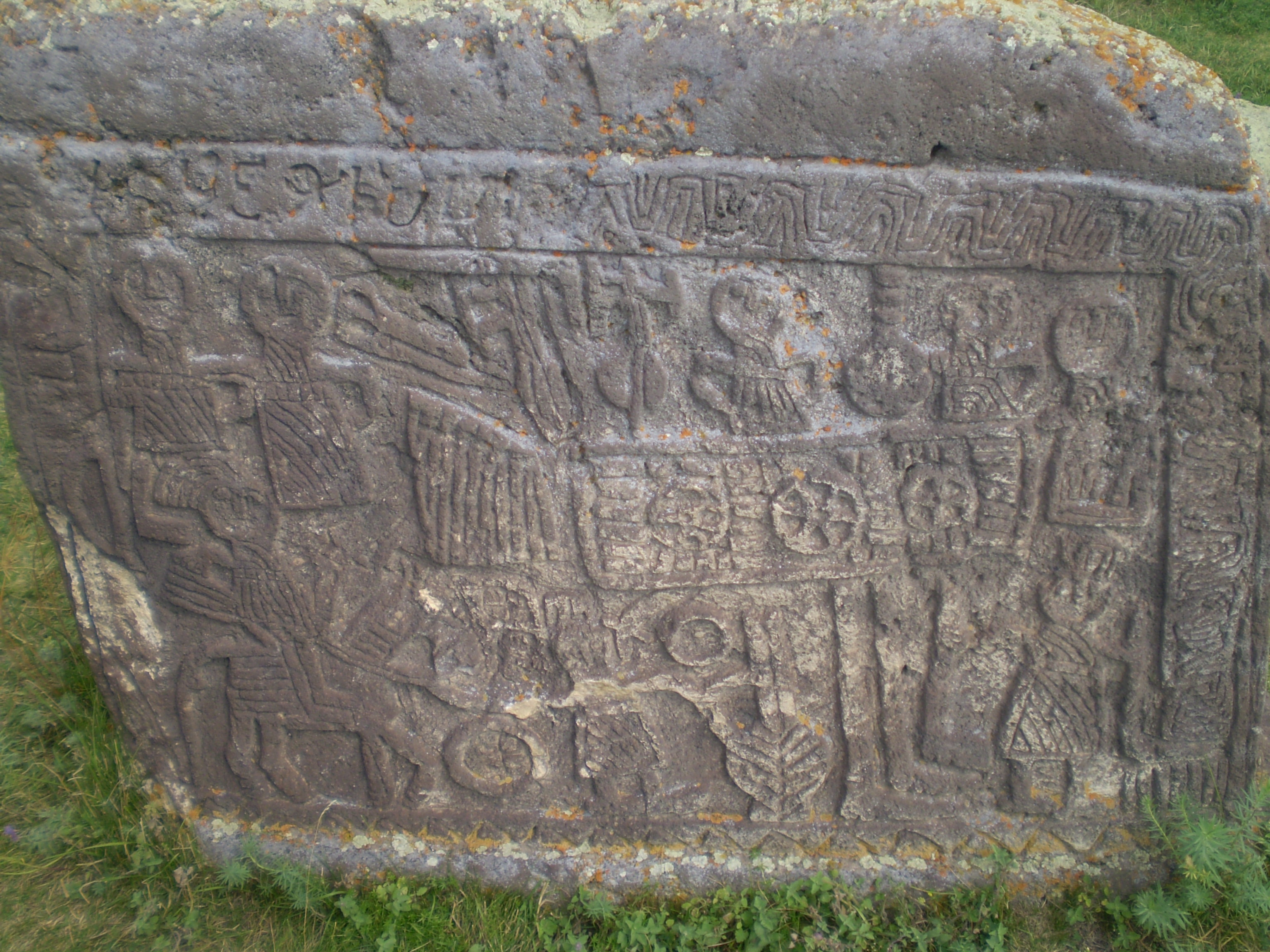
Darstellung einer Hochzeit

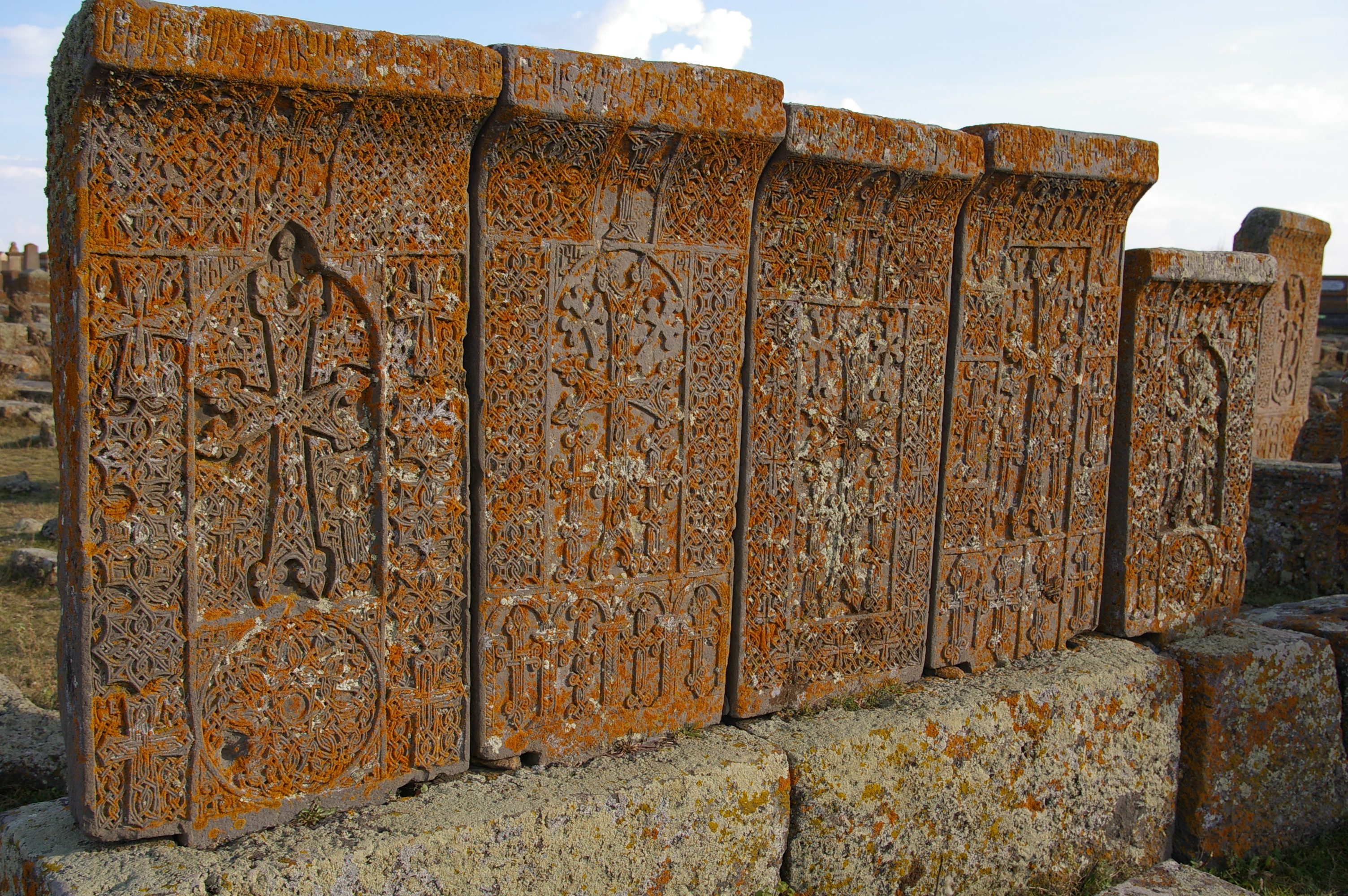
Chatschkare in Noratus

Möglicherweise wird der Friedhof schon seit vorchristlichen Zeiten genutzt. In den Gräbern des Schor-Gyol-Gebietes wurden Gegenstände aus der Bronze- und Eisenzeit gefunden. Die ältesten Grabsteine des Friedhofs stammen aus dem 1. bis 2. Jahrhundert. Es sind einfache rechteckige flache Steine, die auf dem Boden liegen. Auf den ältesten Gräbern sind die Symbole der sich bewegenden Sonne oder der jüdische Davidstern zu sehen. Andere sehen aus wie kleine Pyramiden aus Stein und erinnern an ägyptische Motive. Auf den ältesten Grabsteinen sind teilweise auch vorchristliche Symbole zu sehen.
Grabsteine aus dem frühen Mittelalter (5.–7. Jahrhundert) stehen aufrecht und sind an ihrer spitz zulaufenden Form sowie ihren Inschriften erkennbar. Andere Grabsteine aus dieser Zeit ähneln in ihrer Form armenischen Babywiegen mit abgerundeten oder spitz zulaufenden Enden. Diese Steine haben häufig ein reicheres Dekor und erinnern mit ausführlicheren Inschriften, in denen der Lebensweg, Hobbys und Beruf genannt werden, an die Verstorbenen. Auch die bildlichen Darstellungen dienen der Illustration des Lebens: Bauern werden mit Pflügen gezeigt, Musiker mit Musikinstrumenten sowie Herren oder Adlige bei der Jagd. Auf anderen Steinen werden Hochzeiten dargestellt. Kleinere Steine waren vor allem für Kinder bestimmt.
Die Entwicklung der Chatschkare (kunstvoll behauene Gedächtnissteine mit einem Reliefkreuz in der Mitte, das von geometrischen und pflanzlichen Motiven umgeben ist) begann vor dem 7. Jahrhundert. Während der arabischen Herrschaft im 7. und 8. Jahrhundert stagnierte sie. Ihre Blütezeit begann im 9. Jahrhundert, nachdem Armenien im Jahre 885 selbstständig geworden war. In Noratus wurden sie zwischen dem 9. und dem 17. Jahrhundert aufgestellt. Die meisten von ihnen stammen aus dem 13. bis 17. Jahrhundert. Auf dem Friedhof stehen Gedächtnissteine aus allen drei Stilperioden, die auf die Zeit vom 9. bis zum 10. Jahrhundert, die Zeit vom 11. bis zum 12. Jahrhundert sowie die Zeit vom 13. bis zum 16. Jahrhundert eingeteilt werden. Ihre Schauseite zeigt meist in Richtung Osten.
Die bedeutendsten Kreuzsteine wurden von bekannten Meistern gefertigt, stehen exemplarisch für eine der drei Chatschkar-Stilperioden oder gehören zu Familiengrablegen, so etwa sechs Gedächtnissteine im Westteil des Friedhof, die der Meisters Kiram im 16./17. Jahrhundert fertigte. Sie stehen in einer Reihe auf einem Sockel und sollen gemäß der lokalen Überlieferung den Sewansee und die beiden Gipfel des Ararat darstellen. Das Grabfeld der Familie Harutents wurde im 14. Jahrhundert errichtet. Auf dem Areal stehen 24 Chatschkare mit fein herausgearbeitetem Dekor in Form von Reliefs. Die meisten Familiengrablegen befinden sich im Ostteil des Friedhofs. Dort steht auch eine Ansammlung von einfachen Steinen, die mit rudimentären Kreuzen verziert sind. Sie werden auf das 10. und 11. Jahrhundert datiert und der ältesten Chatschkar-Stilperiode zugeordnet. Die bedeutendsten Steinmetze, die in Noratus wirkten, waren Kiram Kasmogh (1551–1610), Arakel, Awanes, Mkrtitsch, Meliqset, Qiram, Nerses, Chatschatur der Maurer und Chabib. Ein anderer ist Charib, der den S. Kristapor-Chatschkar schuf, der heute im Staatlichen Historischen Museum in Eriwan zu sehen ist. Katholikos Wasgen I. schenkte dem British Museum im Jahre 1977 einen weiteren aus dem Jahre 1244. Der rechteckige Stein ist an seiner Vorderseite reich mit geometrischen Mustern, drei Kreuzen und Weintrauben geschmückt. In einer Inschrift auf der linken Seite wird in sechs Zeilen um Gottes Gnade für einen Mann namens Aputayli gebeten.
Der Großteil der Chatschkare in Noratus ist mit Moosen und Flechten bewachsen.
Die Kirche St. Astwazazazin ließ Sahak, König von Gegharkuniks, Ende des 9. Jahrhunderts erbauen. Es ist eine überwölbte Hallenkirche.
Die Kirche St. Grigor Lusavorich wurde im 9. bis 10. Jahrhundert errichtet. Im Laufe des 10. bis 11. Jahrhunderts ließ sie der Architekt Chatschatu in eine überwölbte Hallenkirche umbauen.

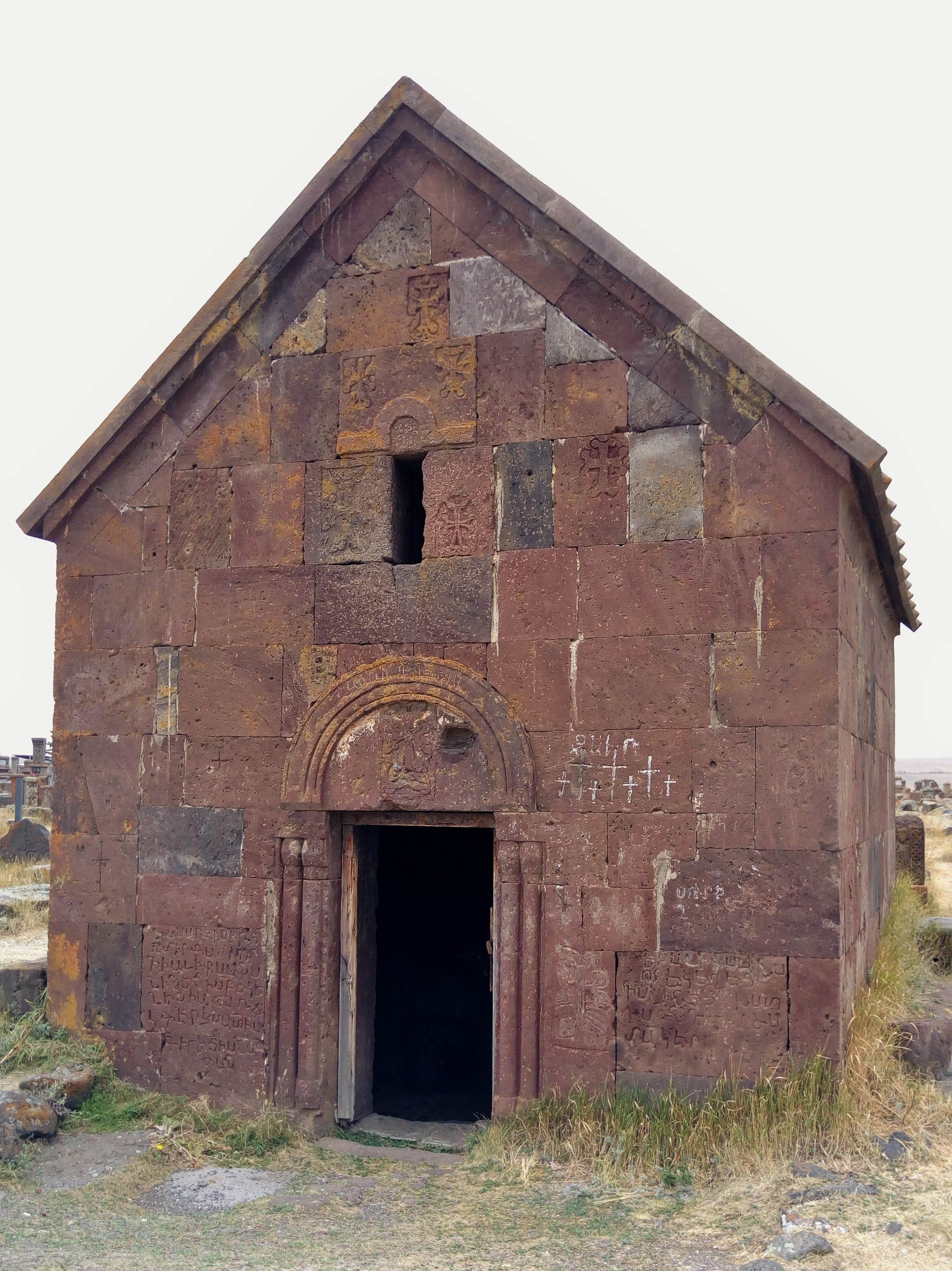
Kapelle auf dem Friedhof von Noratus

Die älteste Kapelle wurde 1714 errichtet. An ihrer Wand ist mehrere Inschriften zu erkennen. Sie erinnert an den Maurer der Kapelle, ein gewisser Alexan, dessen einfaches Grab sich in unmittelbarer Nähe der Kapelle befindet. Im unteren Bereich der Nordwestwand ist Ich, Alexan, der Enkel von Sarkis, Sohn von Mirzat, baute diese heiligen Kirche 1717. Ich, ein Unwürdiger aus Atis aus Gir. Auf der oberen Südwestwand stehen dagegen die Worte: Ich, Alexan, erbaute diese Kirche gebaut in einer schweren und traurigen Zeit.
An der Westwand der zweiten Kapelle stehen einige aufwändig ausgearbeitete Chatschkare. Sie sind teilweise zerstört oder entwendet worden. Auf dem Sockel eines heute fehlenden Chatschkars stehen die Worte 1211. Während der Herrschaft unserer frommen Fürsten Sakareh und Iwaneh, wurde ich, Mchitar Petschuranz, Sohn Davids, mit Gottes Hilfe und auf Befehl des großen Iwaneh, zum Anführer des berühmten Dorfes Noratus. Aus freien Stücken habe ich dieses Kreuz für die Rettung unserer Schlafenden (Verstorbenen) errichtet. Diejenigen, die hier anbeten, sollen sich an das Land erinnern, das von den Tadschiken befreit und mir und meinen Söhnen gegeben wurde. Im oberen Bereich der Nordwan der Kapelle steht geschrieben: Ich, Sohn von Mchitar, dem Anführer des berühmten Dorfes Noratus, wollte diese Kapelle und göttliches Symbol zur Erinnerung an meine Seele, an Susas Seele und die Seele meines Vaters Mchitar und an alle meine schlafenden Menschen erbauen. Diejenigen, die[in dieser Kapelle] beten, sollen unserer in ihren Gebeten gedenken.
Neben dem alten Friedhof wurde ein neuer moderner Friedhof errichtet, der durch einen langen Zaun vom historischen Teil getrennt ist. In der Tradition des alten Friedhofes werden auch die dort aufgestellten Grabsteine als Chatschkare aus rosefarbenem Tuffstein oder Basalt gefertigt.
Der Friedhof von Noratus war bis 2005 das zweitgrößte Chatschkarenfeld. Das weitaus größere Feld von Culfa in Nachitschewan mit seinen etwa 2.500 Kreuzsteinen wurde in den Jahren 1998–2005 systematisch zerstört.

## Legenden und Mythen

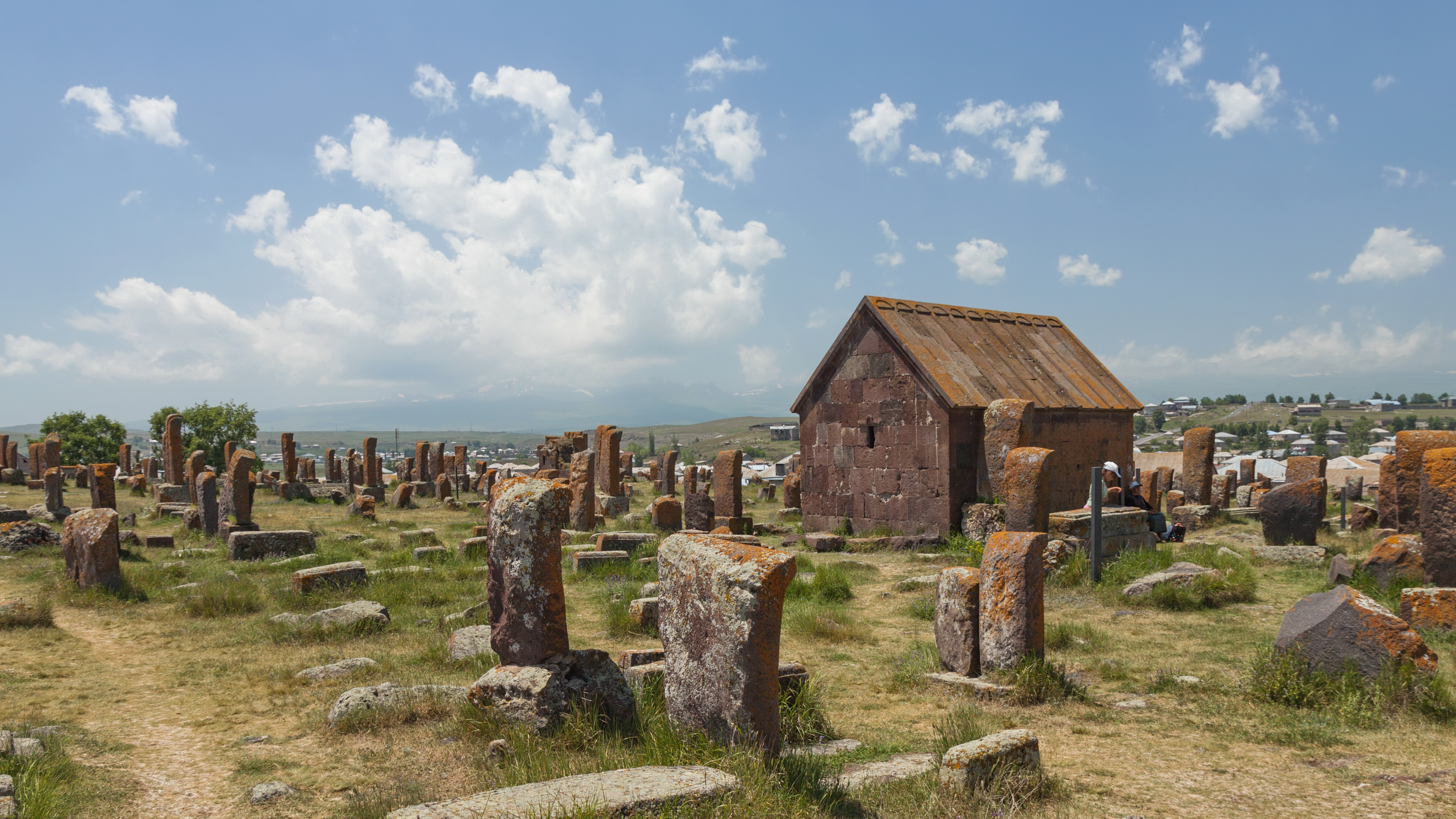
Kapelle auf dem Friedhof von Noratus

Einigen Kreuzsteinen in Noratus wird bis heute heilende oder schützende Wirkung nachgesagt. Eine weitere Populäre Legende rankt sich um den Heerführer Timur oder Tamerlan, der das Dorf im 14. Jahrhundert angreifen wollte. Die Dorfbewohner setzten den Chatschkaren daraufhin Helme auf und lehnen Schwerter an ihre Seite. Als Timur die vermeintliche Armee am Horizont sah, zog er sich beeindruckt von ihrer Stärke zurück.
Neben der alten Kapelle an der Nordseite stehen zwei Grabsteine nebeneinander. Einer ist mit Glasscherben bedeckt. Das zerbrochene Glas ist Teil eines Rituals, mit dem die Menschen der Umgebung symbolisch ihre Ängste durchbrechen. Dazu gießen sie Wasser in die Vertiefung des einen Grabsteins und lassen das Glas auf dem anderen zerbrechen. Der Grabstein erinnert an den Dorfpfarrer Ter Awetisi Howakimianz (1780–1870). Als dieser neunzig Jahre alt war, bat er darum, ihn lebendig zu begraben. Seine letzten Worte waren: „Ich fürchte den Tod nicht. Ich möchte, dass ihr auch keine Angst habt. Fürchtet euch vor nichts, außer vor Gott. Jeder, der Angst hat, soll zu mir kommen. Gießt Wasser auf den Grabstein, trinkt es, wascht euer Gesicht, die Brust, Arme und Beine. Dann zerbrecht das Gefäß, in dem sich das Wasser befand und die Angst wird euch verlassen.“

## Grabsteine (Auswahl)

### Geghama-Grabstein
Der Geghama-Grabstein ist ein großer Grabstein, dessen Form an eine armenische Babywiege erinnert. Er ist reich mit Steinschnitzereien in Form von Reliefs geschmückt. Der Stein erinnert an einen Mann namens Chatschatur, der der Inschrift zufolge im 17. Jahrhundert Wasser ins Dorf brachte. Auf dem großen Stein sind auf der Südseite die Umrisse von Wasserleitungen mit Verbindungen zu sehen. Darunter befinden sich vier traditionelle Chatschkar-Reliefs mit jeweils einem zentralen Kreuz, das von zwei kleineren Kreuzen flankiert wird, die den traditionellen Lebensbaum darstellen. Die Nordseite ist bildlastiger. Sie zeigt einen Vertreter des Königs, der auf einem Pferd sitzt, dessen Zaumzeug von einem Diener gehalten wird. Über dem Diener ist ein nur minimal vom Stein abgehobenes Relief zu sehen. Es zeigt einen Engel im Flug, der dem Reiter zugewandt ist. Links neben der Figurengruppe sind Utensilien aus der armenischen Küche zu sehen: Ein Weinglas und ein runder Tonir (ein versenkter Krug, der zum Backen von Lavasch und Grillgut verwendet wird) sowie Khorovats-Spieße (armenisch խորոված) zum Grillen. Darüber ist ebenfalls ein nur minimal vom Stein abgehobenes Relief zu sehen. Es zeigt mit einem spiralförmigen Muster innerhalb eines Kreises eines der ältesten Symbole Armeniens und soll eine sich drehende Sonne, das Zeichen der Ewigkeit, darstellen. Ganz links ist ein sitzender Musiker, der ein Streichinstrument (Saz) spielt. Ergänzt wird der Stein durch eine zweizeilige Inschrift auf der Nordseite. Sie lautet: Möge dieses Heilige Kreuz für Chatschatur Fürsprache halten. 1655.

### Grabstein für einen Bauern
Dieser Grabstein steht etwa 30 Meter südlich des Geghama-Grabstein und ähnelt diesem in seiner Form, ist aber erheblich kleiner. Auf der Südseite ist das Bildnis eines namenlosen Bauern mit seinem von zwei Ochsen gezogenen Pflug zu sehen.